# Ahaetulla fronticincta
Ahaetulla fronticincta är en ormart som beskrevs av Günther 1858. Ahaetulla fronticincta ingår i släktet Ahaetulla och familjen snokar. IUCN kategoriserar arten globalt som livskraftig. Inga underarter finns listade i Catalogue of Life.
Arten förekommer i Myanmar. Honor lägger inga ägg utan föder levande ungar.
Albert Günther fick före sin vetenskapliga beskrivning den felaktiga uppgiften att ormen kommer från Västindien.

## Bildgalleri

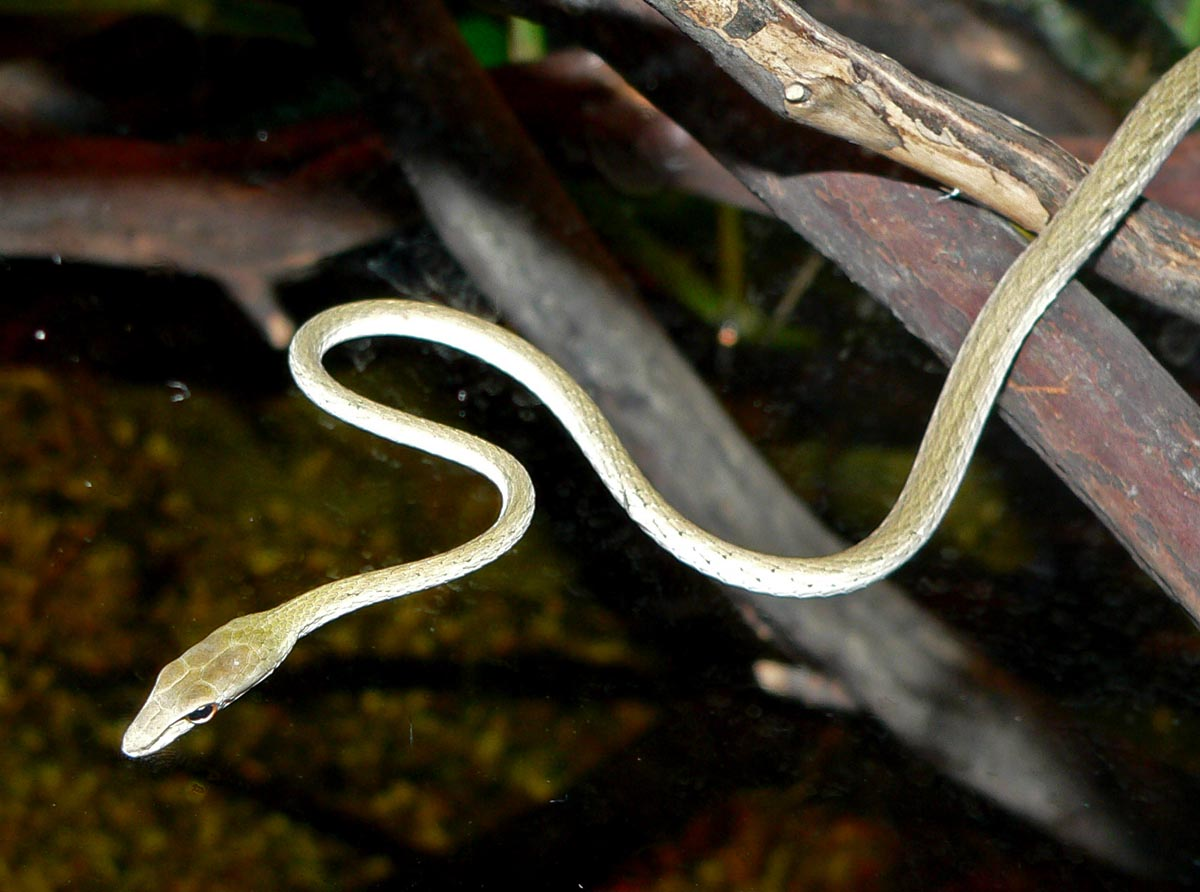
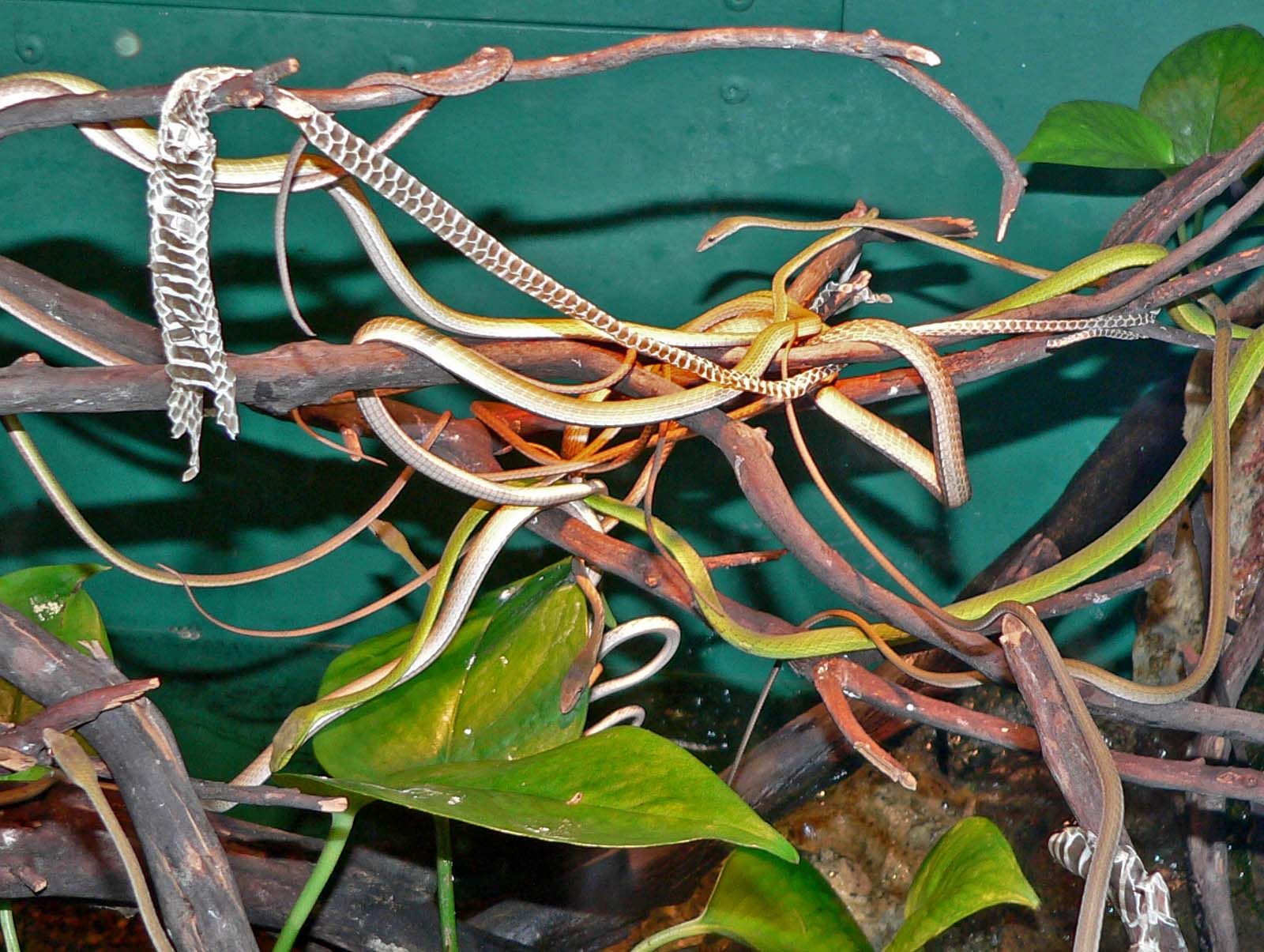
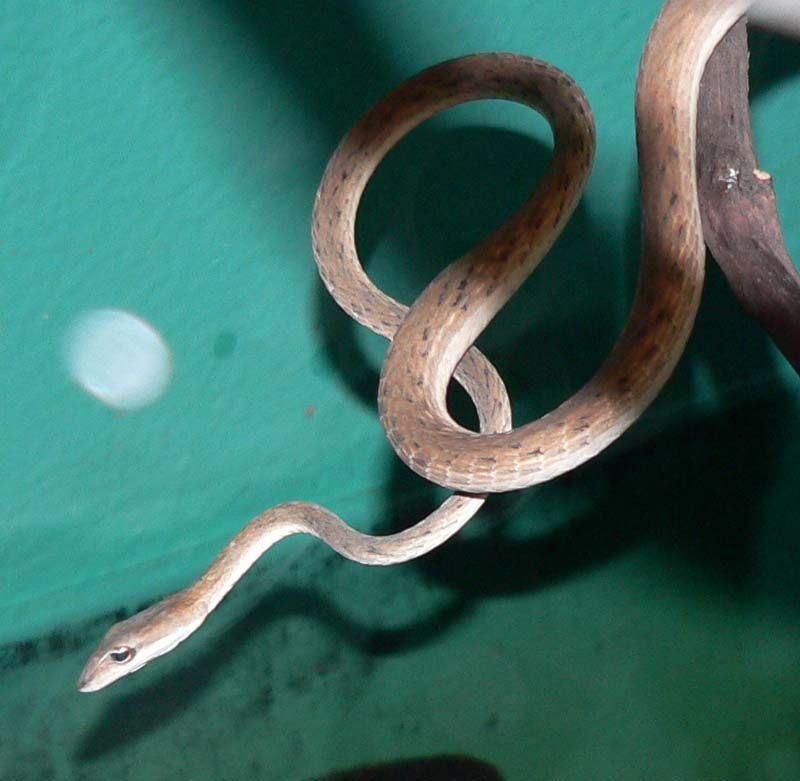
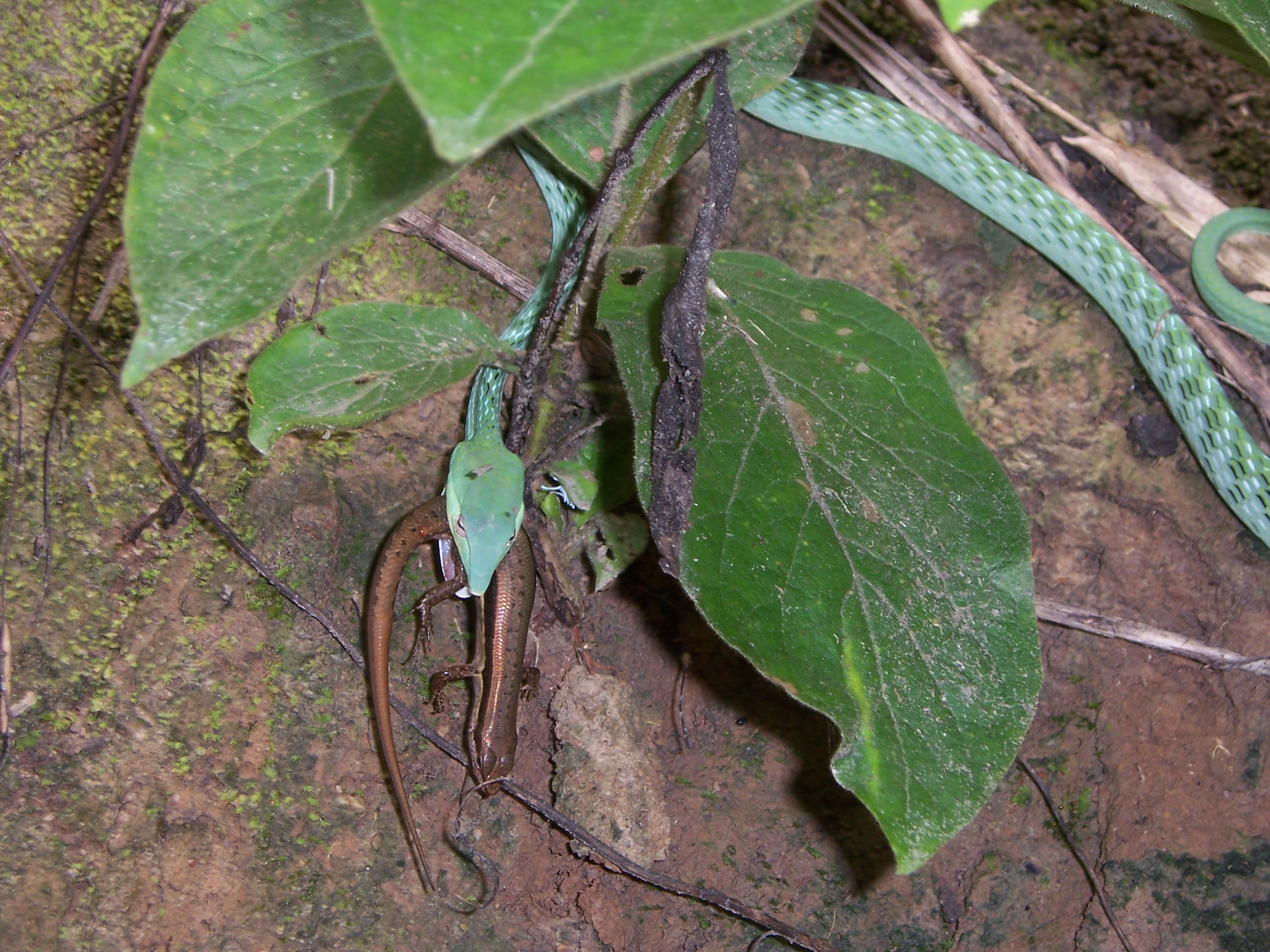